# Hjalmar Fredrik Falk

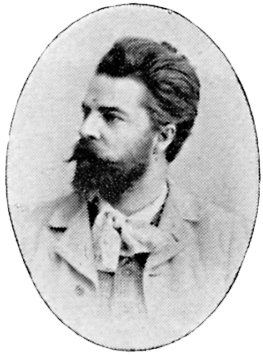
Hjalmar Fredrik Falk

Hjalmar Fredrik Falk, född 12 juli 1856 i Mora, död den 22 september 1938 i Karlshamn, var en svensk konstnär och fotograf. Han målade landskap, särskilt i akvarell. Favoritmotiv var kusten, havet och skärgården.
Falk, vars far var kronolänsman, studerade vid Kungliga Akademien för de fria konsterna i Stockholm 1878-1884 under Per Daniel Holm. Under denna tid arbetade han först mest med oljemålningar men kom allt mer över på akvareller. Samma år som han inledde sina studier utförde Anders Zorn ett porträtt av honom. 
Han bosatte sig i Karlshamn i Blekinge 1887 om kom att bli en av Blekinges största målare. Hans bostad hade 6 rum och kök samt en ”jungfrukammare” i källaren. Hela andra våningen utgjordes av ateljén och i husets tredje våning fanns ett stort hörnrum som under lång tid beboddes av en kontorist hos von Bergen, firman som tillverkade Carlshamns Punsch. Huset hade en stor matsal med rutat tak med en målning i varje ruta. Falk var också en skicklig fotograf och han hade också ett arbetsrum som huvudsakligen var en fotoateljé. På väggarna i huset fanns mycket konst- och samlarföremål bland annat hade han samlat drygt 200 par ljusstakar från olika tidsepoker och i olika material och stilar.
Falks fru Tekla, som var född i Ronneby, var en duktig fotograf och paret satte senare upp fotoateljéer även i Ronneby och Bräkne-Hoby. 
Hjalmar Falk målade alltid utomhus och hans målningar föreställde framför allt landskap och städer. De flesta motiv hittade han i Karlshamn och runt om i Blekinge men gjorde även resor till bland annat Danmark, Frankrike, Tyrolen och Tyskland. Ofta kombinerades resorna med framgångsrika utställningar. Han gjorde även resor inom Sverige. Exempel på motiv är ”Strandbild från Falsterbo” 1896, ”Ångbåt på Stockholms ström” 1897, ”Alvastra klosterruin och ”Gävle hamn” 1910. 1924 målade han en serie akvareller med motiv från gruvor och hyttor i Bergslagen. ”Riddarhyttan”, ”Grängesberg” och ”Norberg” ingår numera i Jernkontorets konstsamling.
Falk hade många framgångsrika utställningar. Den första han deltog i var i Stockholm 1892 efter att han 1893 blivit medlem i Svenska konstnärernas förening, ställde han också under många år ut sina tavlor hos konstföreningarna i Stockholm, Göteborg och Malmö. Han hade även utställningar i Köpenhamn, Oslo, Hamburg, Schwerin, Dresden och Düsseldorf. Storhertigliga museet i Schwerin var en av hans största kunder. År 1889 hade han en utställning i Chicago.
Flera av Hjalmar Falks målningar finns bevarade på Kungliga biblioteket i Stockholm, Karlshamns museum och Blekinge museum.
Falk dog i Karlshamn den 22 september 1938 och ligger begravd i kvarteret Jeremia på Hvilans kyrkogård i Karlshamn.

## Galleri, målningar

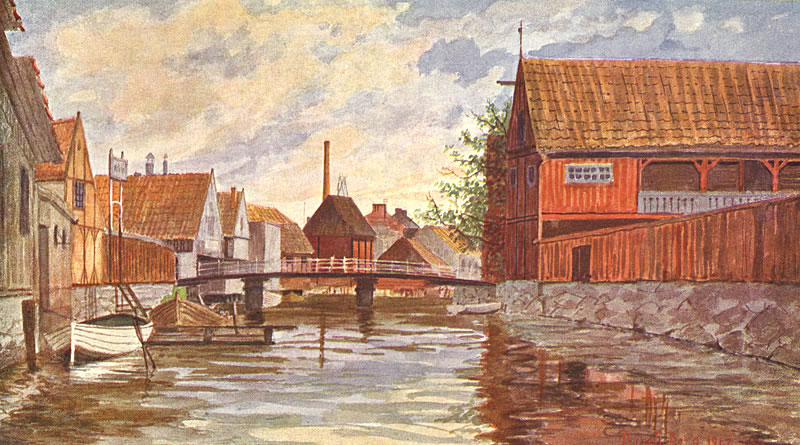
Mieån i Karlshamn 1917